# Tommy Lister Jr.
Tommy Debo Lister Jr., ps. Tiny, Z-Gangsta i Zeus (ur. 24 czerwca 1958 w Pine Bluff jako Thomas Duane Lister Jr., zm. 10 grudnia 2020 w Marina del Rey) – amerykański aktor i sportowiec.

## Życiorys
W młodości trenował pchnięcie kulą, w 1982 roku zwyciężył w Mistrzostwach NCAA Division II. Trenował także wrestling, w 1989 roku pod pseudonimem Zeus uczestniczył w III edycji gali Survivor Series oraz II edycji SummerSlam. Pod pseudonimem Z-Gangsta kontynuował karierę wrestlerską biorąc udział w walkach federacji World Championship Wrestling.
Był także rzecznikiem marki Monster Energy. W 2020 roku zmienił swoje drugie imię z Duane na Debo. Zmarł w grudniu tego samego roku w swoim mieszkaniu w Los Angeles; przyczyną śmierci było nadciśnienie i miażdżyca.

## Wybrana filmografia
- Jeden plus dziesięć jako Otis (1984–1987)[7]
- Wszystkie chwyty dozwolone (1989)[3]
- Piątek jako Deebo (1995)[6]
- Piąty element jako prezydent Lindberg (1997)[7]
- Mroczny Rycerz (2008)[2]

### Dubbingi
- Zwierzogród jako Feniek (2016)

## Życie prywatne
Syn gospodyni domowej i kierowcy ciężarówki, miał troje rodzeństwa.